# Cyathea barbata
Cyathea barbata là một loài dương xỉ trong họ Cyatheaceae. Loài này được Bory, Kuhn mô tả khoa học đầu tiên năm 1869.
Danh pháp khoa học của loài này chưa được làm sáng tỏ. 